# گیورگی گامکلیدزه
گیورگی گامکلیدزه (گرجی: გიორგი გამყრელიძე؛ زادهٔ ۳۰ سپتامبر ۱۹۸۷) بازیکن فوتبال اهل اوکراین است.
از باشگاه‌هایی که در آن بازی کرده‌است می‌توان به باشگاه فوتبال استال کامیانسکه اشاره کرد.